# 5090 Wyeth
5090 Wyeth è un asteroide della fascia principale. Scoperto nel 1980, presenta un'orbita caratterizzata da un semiasse maggiore pari a 2,5298017 UA e da un'eccentricità di 0,2932920, inclinata di 9,60574° rispetto all'eclittica.
L'asteroide è intitolato a Stuart Wyeth, che sessant'anni prima era stato uno dei finanziatori dell'osservatorio di Harvard dal quale l'asteroide fu scoperto.